# 中条氏
中条氏は、日本の氏族の一つ。

## 中条氏（横山党）
中条氏（ちゅうじょうし）は、武蔵七党横山党の一族。
源義朝の郎党として活躍した中条家長を祖とする。源頼朝の挙兵に参加し、鎌倉幕府の成立に他の武蔵七党の諸氏と共に尽力。横山党の嫡流である横山氏が和田合戦で滅びた後も幕府内で評定衆を務め、尾張の守護を長く務めるなど勢力を保った。

## 三河の中条氏
三河国にも所領を持ったことで、同じく三河に所領を有する足利氏と縁が生まれ、南北朝時代には足利氏の北朝に味方し、室町時代には奉公衆に取り立てられた。3代将軍足利義満などに仕えたことで出羽、信濃などに勢力を広げたが、6代将軍足利義教の時代には義教の不興を買い失脚するなど衰退していった。
中条氏の所領の一つに三河国加茂郡高橋荘がある。鈴木氏・三宅氏を被官とし勢力を保っていたものの、明応2年（1493年）10月の井田野の戦いで中条秀章が松平親忠に敗北し、以後の中条氏は攻勢に転じる力を失った。戦国時代には駿河、遠江、三河国を領する今川義元やその傘下の松平元康にたびたび侵攻され勢力を弱め、最後は桶狭間の戦いで義元を討ち三河へ勢力を広げようとした尾張織田信長の侵攻で一戦も交えず退散する。三河の中条氏は消滅した。
中条流剣術でも知られる。
また、陸奥の国人である稗貫氏、出羽の国人白鳥氏も中条氏の流れをくむ一族とする説がある。

### 庶家
- 和賀氏：（陸奥国和賀郡主）和賀一族鬼柳氏の『鬼柳文書』では、祖は鎌倉御家人中条義勝（法橋成尋）の次男成季であると記される。おなじく小野姓中条氏流の多田氏の支流説もある。
- 小田島氏[1]：（出羽国村山郡小田島荘）鎌倉時代現在の山形県東根市および河北町を治めたが、南北朝時代には南朝に属して領地を召し上げられ[2] 、正平11年（1356年）奪還に成功する。しかし同年出羽に着任した北朝斯波兼頼により領地の大部分を奪われ、最上川西岸に閉塞を余儀なくされた。その地で湿地帯を開拓して谷地城を築くが、永禄・元亀（1558年～1573年）年間に断絶し、谷地城には白鳥氏が入った。

## 中条氏（三浦党）
中条氏（なかじょうし）は、桓武平氏越後和田氏の一族。越後揚北衆三浦党の一派。
治承・寿永の乱（源平合戦）において功績を挙げた和田義茂が奥山荘地頭となったのが、越後和田氏の始まりであり、和田合戦で和田氏のほとんどが没落した後も、幕府方として活動した和田重茂（高井重茂）の子孫が残り、その重茂の子孫も宝治合戦において三浦氏に味方しやはり没落するが、重茂の子である時茂が生き抜き、その子孫が越後国奥山荘に土着した。
和田茂明の代に、分割相続の結果、茂明の子孫は中条氏と名乗った。中条氏は越後和田氏の嫡流であるが、同族の黒川氏とは領土問題などをめぐり争いが絶えず、越後における内乱の際にはしばしば敵味方に分かれ対立した。
南北朝時代には北朝方として蔵王堂に本陣を構え、1352年（正平7年）には南朝方の風間信昭らに攻撃されている。享徳3年（1454年）にこの地の領主中条房資が子孫に書き残した11か条によると、房資の曾祖父・茂資（もろすけ）が南北朝時代の観応の擾乱の頃に鳥坂城を築いた。
戦国時代に登場した中条藤資は長尾為景に仕え、為景の没後は長尾晴景と対立するが、晴景の弟である景虎（上杉謙信）が国主となるとそれに仕え家臣筆頭として活躍した。藤資の後まもなく男子が絶えたが、娘婿で吉江氏の景泰が中条氏を継いだ。景泰は魚津城の戦いで戦死する。子孫は引き続き上杉氏に仕え、上杉氏が陸奥会津や出羽米沢藩に転封されるとこれに従う。江戸時代の略系図については米沢藩#分領家（14戸）を参照。墓所は米沢の浄土宗極楽寺。また、この寺には伴淳三郎の墓もある。

## 中条氏（源氏）
中条氏（なかじょうし）は、常陸源氏の嫡流佐竹氏の第7代当主佐竹行義の庶子の中条貞宗（大塚義治）を祖とする家系とする。

## 中条家（高家旗本）
中条家（ちゅうじょうけ）は、江戸時代の高家旗本の一族。公家の参議樋口信孝の次男樋口信慶が江戸へ下向し、樋口家の遠縁で後北条氏の家臣中条出羽守の名跡を継ぐ形で、元禄14年（1701年）に中条を称して江戸幕府の高家となったのに始まる。家禄は1000石。幕末に高家肝入りだった中条信礼は国学者だった。
明治維新に際して信礼は朝廷に早期帰順し、諸侯に次ぐ中大夫席を与えられた。諸侯昇格を請願したが、不許可となっている。
明治17年（1884年）に施行された華族令で華族が五爵制になった際に定められた『叙爵内規』の前の案である『華族令』案や『叙爵規則』案では元高家が元交代寄合とともに男爵に含まれており、中条家も男爵家の候補として挙げられていたが、最終的な『叙爵内規』では高家も交代寄合も対象外となったため、結局中条家は士族のままだった。